# Vovinam tại Đại hội Thể thao Đông Nam Á 2021
Vovinam là một trong những môn thể thao tranh tài tại Đại hội Thể thao Đông Nam Á 2021 ở Việt Nam, được tổ chức từ ngày 18 đến 22 tháng 5 năm 2022 (vì tình hình Đại dịch COVID-19 lúc đó diễn biến rất phức tạp tại các quốc gia Đông Nam Á), tại Nhà thi đấu huyện Sóc Sơn ở thành phố Hà Nội.

## Địa điểm
| Hà Nội                    |
| ------------------------- |
| Nhà thi đấu huyện Sóc Sơn |
| Sức chứa: 2.000           |
|                           |

## Các quốc gia tham dự
Tổng cộng có 7 quốc gia thăm gia tranh tài môn vovinam tại Đại hội Thể thao Đông Nam Á 2021:
- Campuchia
- Indonesia
- Lào
- Philippines
- Singapore
- Thái Lan
- Việt Nam

## Bảng tổng sắp huy chương
| Hạng               | Đoàn               | Vàng | Bạc | Đồng | Tổng số |
| ------------------ | ------------------ | ---- | --- | ---- | ------- |
| 1                  | Việt Nam (VIE)     | 6    | 6   | 2    | 14      |
| 2                  | Myanmar (MYA)      | 3    | 3   | 6    | 12      |
| 3                  | Campuchia (CAM)    | 3    | 2   | 9    | 14      |
| 4                  | Lào (LAO)          | 2    | 1   | 3    | 6       |
| 5                  | Indonesia (INA)    | 1    | 0   | 5    | 6       |
| 6                  | Thái Lan (THA)     | 0    | 2   | 3    | 5       |
| 7                  | Philippines (PHI)  | 0    | 1   | 2    | 3       |
| Tổng số (7 đơn vị) | Tổng số (7 đơn vị) | 15   | 15  | 30   | 60      |

## Danh sách huy chương

### Performance

#### Nam
| Nội dung                                       | Vàng                                                                          | Bạc                                                                           | Đồng |
| ---------------------------------------------- | ----------------------------------------------------------------------------- | ----------------------------------------------------------------------------- | --- |
| Tứ tượng côn pháp (Four element staff)         | Phailath Thammavongsa · Lào                                                   | Zaw Tin Htoo · Myanmar                                                        | Sean Cahnhout · Campuchia                                                                                    |
| Tứ tượng côn pháp (Four element staff)         | Phailath Thammavongsa · Lào                                                   | Zaw Tin Htoo · Myanmar                                                        | Kadek Dwi Dharmadi · Indonesia                                                                               |
| Song luyện mã tấu (Dual machete)               | Campuchia · Chin Piseth · Meth Sopheaktra                                     | Việt Nam · Trần Thế Thường · Lâm Đông Vượng                                   | Indonesia · I Wayan Wisma Pratama Putra · Efrie Surya Perdana                                                |
| Song luyện mã tấu (Dual machete)               | Campuchia · Chin Piseth · Meth Sopheaktra                                     | Việt Nam · Trần Thế Thường · Lâm Đông Vượng                                   | Myanmar · Yar Zan Tun · Zaw Tin Htoo                                                                         |
| Đòn chân tấn công (Leg attack)                 | Myanmar · Hein Htet Aung · Kyaw Thu Soe Aung · Aung Khaing Linn · Yar Zar Tun | Việt Nam · Mai Đình Chiến · Lê Phi Bảo · Nguyễn Quốc Cường · Nguyễn Hoàng Tấn | Campuchia · Boramey Ly · Socheat San · Bunlong Chren · Sopheaktra Meth                                       |
| Đòn chân tấn công (Leg attack)                 | Myanmar · Hein Htet Aung · Kyaw Thu Soe Aung · Aung Khaing Linn · Yar Zar Tun | Việt Nam · Mai Đình Chiến · Lê Phi Bảo · Nguyễn Quốc Cường · Nguyễn Hoàng Tấn | Lào · Phokham Phommachanh · Sommay Phangnivong · Philavanh Chanthakaly · Xaysana Hoanglokham                 |
| Tự vệ vũ khí nam (Weapon self-defence for men) | Myanmar · Zaw · Aik Soe Linn · Zin Lin Htun · Mana Kui                        | Việt Nam · Đinh Thanh Đoàn · Nguyễn Hoàng Du · Lê Đức Duy · Nguyễn Huỳnh Khắc | Campuchia · San Socheat · Chin Piseth · Chren Bunlong · Tiza Ny                                              |
| Tự vệ vũ khí nam (Weapon self-defence for men) | Myanmar · Zaw · Aik Soe Linn · Zin Lin Htun · Mana Kui                        | Việt Nam · Đinh Thanh Đoàn · Nguyễn Hoàng Du · Lê Đức Duy · Nguyễn Huỳnh Khắc | Indonesia · I Nyoman Suryawan · I Wayan Sumertayasa · Dwi Gede Tomi Sanjaya · I Gusti Agung Gede Ary Wirawan |

#### Nữ
| Nội dung                                        | Vàng                                                  | Bạc                                                   | Đồng                                                                                                   |
| ----------------------------------------------- | ----------------------------------------------------- | ----------------------------------------------------- | --- |
| Long Hổ quyền pháp (Dragon-tiger form)          | Mai Thị Kim Thuỳ · Việt Nam                           | Khine War Poo · Myanmar                               | Em Chankanika · Campuchia                                                                              |
| Long Hổ quyền pháp (Dragon-tiger form)          | Mai Thị Kim Thuỳ · Việt Nam                           | Khine War Poo · Myanmar                               | Manik Trisna Dewi Wetan · Indonesia                                                                    |
| Âm Dương kiếm pháp (Yin Yang sword)             | Manik Trisna Dewi Wetan · Indonesia                   | May Haan Ni Aung Lwin · Myanmar                       | Nguyễn Thị Ngọc Trâm · Việt Nam                                                                        |
| Âm Dương kiếm pháp (Yin Yang sword)             | Manik Trisna Dewi Wetan · Indonesia                   | May Haan Ni Aung Lwin · Myanmar                       | Sokha Pov · Campuchia                                                                                  |
| Song luyện quyền pháp (Dual form)               | Myanmar · May Haan Ni Aung Lwin · Khine War Poo       | Việt Nam · Nguyễn Thị Hoài Nương · Nguyễn Thị Hiền    | Campuchia · Chanleakhena Soeur · Sokha Pov                                                             |
| Song luyện quyền pháp (Dual form)               | Myanmar · May Haan Ni Aung Lwin · Khine War Poo       | Việt Nam · Nguyễn Thị Hoài Nương · Nguyễn Thị Hiền    | Lào · Koungking Bouddaxay · Mala Chanthalacksa                                                         |
| Song luyện kiếm pháp (Dual sword form)          | Lào · Phiksamay Insoumang · Mala Chanthalacksa        | Việt Nam · Phạm Thị Bích Phượng · Trương Thạnh        | Campuchia · Sokha Pov · Chanleakhena Soeur                                                             |
| Song luyện kiếm pháp (Dual sword form)          | Lào · Phiksamay Insoumang · Mala Chanthalacksa        | Việt Nam · Phạm Thị Bích Phượng · Trương Thạnh        | Thái Lan · Panyaporn Phaophan · Kanyarat Phaophan                                                      |
| Tự vệ vũ khí nữ (Weapon self-defence for women) | Campuchia · Chren Bunlong · Ly Boramey · Prak Sovanny | Việt Nam · Lê Toàn Tùng · Lâm Trí Linh · Trần Tấn Lập | Indonesia · I Gusti Ngurah Agung Suardyana · Ni Made Ayu Ratih Daneswari · I Wayan Wisma Pratama Putra |
| Tự vệ vũ khí nữ (Weapon self-defence for women) | Campuchia · Chren Bunlong · Ly Boramey · Prak Sovanny | Việt Nam · Lê Toàn Tùng · Lâm Trí Linh · Trần Tấn Lập | Lào · Phoutthasin Piengpanya · Phiksamay Insoumang · Phokham Phommachanh                               |

### Fighting

#### Nam
| Nội dung | Vàng                                   | Bạc                                | Đồng                             |
| -------- | -------------------------------------- | ---------------------------------- | -------------------------------- |
| –55 kg   | Lê Hồng Tuấn · Việt Nam                | Wichian Sripaengpong · Thái Lan    | Din Teh · Campuchia              |
| –55 kg   | Lê Hồng Tuấn · Việt Nam                | Wichian Sripaengpong · Thái Lan    | Kyaw Ko Ko · Myanmar             |
| –60 kg   | Nguyễn Thanh Liêm · Việt Nam           | Sengsouly Chanthapanya · Lào       | Ammarin Phouthong Eh · Campuchia |
| –60 kg   | Nguyễn Thanh Liêm · Việt Nam           | Sengsouly Chanthapanya · Lào       | Sirirot Sinchaitan · Thái Lan    |
| –65 kg   | Virekkaamchhitphouthong Eh · Campuchia | Carlo Von Bumina-ang · Philippines | Wai Thu Lwin · Myanmar           |
| –65 kg   | Virekkaamchhitphouthong Eh · Campuchia | Carlo Von Bumina-ang · Philippines | Đỗ Xuân Hiếu · Việt Nam          |

#### Nữ
| Nội dung | Vàng                           | Bạc                        | Đồng                               |
| -------- | ------------------------------ | -------------------------- | ---------------------------------- |
| –55 kg   | Phạm Thị Kiều Giang · Việt Nam | Sophy Sok · Campuchia      | Hnin Htet Wai · Myanmar            |
| –55 kg   | Phạm Thị Kiều Giang · Việt Nam | Sophy Sok · Campuchia      | Jenelyn Olsim Dasdas · Philippines |
| –60 kg   | Lê Thị Hiền · Việt Nam         | Kesinee Tabtrai · Thái Lan | Shwe Htet Htar · Myanmar           |
| –60 kg   | Lê Thị Hiền · Việt Nam         | Kesinee Tabtrai · Thái Lan | Zephania Ngaya Pag-a · Philippines |
| –65 kg   | Đỗ Phương Thảo · Việt Nam      | Somaly Chuk · Campuchia    | Zin Mar Khaing · Myanmar           |
| –65 kg   | Đỗ Phương Thảo · Việt Nam      | Somaly Chuk · Campuchia    | Tayida Kosonkitja · Thái Lan       |